# Samantha Marie Ware
Samantha Marie Ware (Lincoln, 3 settembre 1991) è un'attrice e cantante statunitense.

## Filmografia

### Cinema
- Barry, regia di Vikram Gandhi (2016)

### Televisione
- Glee – serie TV, 11 episodi (2015)
- Chicago Med – serie TV, episodio 2x15 (2017)
- Bull – serie TV, episodio 2x07 (2017)
- NCIS: New Orleans – serie TV, episodio 4x13 (2018)
- What/If – serie TV, 10 episodi (2019)
- Doom Patrol – serie TV, 4 episodi (2020-2021)
- All Rise –  serie TV, 23 episodi (2020-2023)

## Discografia

### Colonne sonore
| Anno | Titolo | Album             |
| ---- | --- | ----------------- |
| 2015 | "Tightrope", "Will You Love Me Tomorrow/ Head Over Feet", "It Must Have Been Love", "Father Figure", "All Out of Love", "Alfie", "What the World Needs Now Is Love", "Hey Ya!", "Uptown Funk", "Break Free", "Cool Kids", "Rather Be", "Take Me to Church", "Chandelier", "Come Sail Away", "Don't Stop Believin'", "I Lived" | Glee: Stagione 6  |
| 2018 | "The Ties That Bind" | NCIS: New Orleans |

## Doppiatrici italiane
Nelle versioni in italiano delle opere in cui ha recitato, Samantha Marie Ware è stata doppiata da:
- Chiara Gioncardi in Glee
- Gea Riva in Barry
- Elena Perino in Bull
- Benedetta Degli Innocenti in What/If
- Maria Letizia Scifoni in All Rise